# Gianfranco Masserdotti
Gianfranco Masserdotti MCCJ, auch Dom Franco, (* 13. September 1941 in Brescia, Italien; † 17. September 2006 bei Balsas, Brasilien) war ein italienischer Ordensgeistlicher und katholischer Bischof von Balsas in Brasilien.

## Leben
Gianfranco Masserdotti trat der Ordensgemeinschaft der Comboni-Missionare bei und empfing am 26. März 1966 die Priesterweihe. Nach einem Promotionsstudium der Soziologie an der Universität Trient ging er 1972 in die Mission. Er war im Nordosten Brasiliens tätig und ab 1974 Generalvikar der Prälatur Balsas. 1979 wurde er für seinen Orden in Rom als Generalassistent tätig. 1986 begab er sich wiederum in den Nordosten Brasiliens und war von 1987 bis 1992 Provinzsuperior seines Ordens. Von 1988 bis 1994 war Masserdotti zudem Mitglied des Conselho Missionário Nacional (COMINA), des nationalen Missionsrats der Brasilianischen Bischofskonferenz (CNBB). 
Am 22. November 1995 wurde Gianfranco Masserdotti durch Papst Johannes Paul II. zum Koadjutorbischof des Bistums Balsas ernannt. Die Bischofsweihe spendete ihm am 2. März 1996 sein Amtsvorgänger Rino Carlesi MCCJ; Mitkonsekratoren waren Paulo Eduardo Andrade Ponte, Bischof von Itapipoca, und Aldo Gerna MCCJ, Bischof von São Mateus. Mit dem altersbedingten Rücktritt Rino Carlesis am 15. April 1998 trat er dessen Nachfolge als Bischof von Balsas an.
1999 wurde Masserdotti als Nachfolger von Bischof Erwin Kräutler CPPS zum Vorsitzenden des Indianermissionsrates (Conselho Indigenista Missionário, CIMI) sowie zum stellvertretenden Vorsitzenden des Missionsausschusses der Brasilianischen Bischofskonferenz (CNBB) gewählt. 2004 wurde er Mitglied der CELAM-Kommission Dimensão Missionária de Além Fronteiras, einer Kommission der Lateinamerikanischen Bischofskonferenz (CELAM) zur Koordinierung und Förderung der Mission.
Masserdotti starb an den Folgen eines Verkehrsunfalls und wurde in Balsas bestattet.